# Подгаче
Подгаче (хорв. Podgaće) — населений пункт у Хорватії, в Істрійській жупанії у складі громади Ланище.

## Населення
Населення за даними перепису 2011 року становило 52 осіб.
Динаміка чисельності населення поселення:

## Клімат
Середня річна температура становить 9,40 °C, середня максимальна – 21,46 °C, а середня мінімальна – -3,72 °C. Середня річна кількість опадів – 1497 мм.
| Клімат поселення                              | Клімат поселення | Клімат поселення | Клімат поселення | Клімат поселення | Клімат поселення | Клімат поселення | Клімат поселення | Клімат поселення | Клімат поселення | Клімат поселення | Клімат поселення | Клімат поселення | Клімат поселення |
| Показник                                      | Січ.             | Лют.             | Бер.             | Квіт.            | Трав.            | Черв.            | Лип.             | Серп.            | Вер.             | Жовт.            | Лист.            | Груд.            |                  |
| Середній максимум, °C                         | 7,18             | 7,24             | 9,41             | 13,17            | 17,43            | 21,16            | 21,07            | 21,46            | 17,67            | 13,36            | 8,17             | 5,82             |                  |
| Середня температура, °C                       | 1,73             | 1,79             | 3,97             | 7,72             | 11,97            | 15,71            | 18,13            | 18,51            | 14,71            | 10,40            | 5,21             | 2,88             |                  |
| Середній мінімум, °C                          | −3,72            | −3,66            | −1,48            | 2,28             | 6,52             | 10,26            | 15,18            | 15,56            | 11,77            | 7,46             | 2,26             | −0,08            |                  |
| Норма опадів, мм                              | 113              | 92               | 112              | 124              | 113              | 132              | 89               | 112              | 126              | 159              | 178              | 147              |                  |
| Середньомісячна швидкість вітру, м/с          | 2.40             | 2.65             | 2.79             | 2.71             | 2.46             | 2.36             | 2.25             | 2.26             | 2.28             | 2.52             | 2.62             | 2.58             |                  |
| Середньомісячна сонячна радіація, кДж/м²·день | 4534             | 7422             | 10557            | 14730            | 18769            | 20269            | 21382            | 18211            | 13747            | 8984             | 4873             | 3799             |                  |
| --------------------------------------------- | ---------------- | ---------------- | ---------------- | ---------------- | ---------------- | ---------------- | ---------------- | ---------------- | ---------------- | ---------------- | ---------------- | ---------------- | ---------------- |
| Джерело:                                      |                  |                  |                  |                  |                  |                  |                  |                  |                  |                  |                  |                  |                  |